# Neuontobotrys berningeri
Neuontobotrys berningeri là một loài thực vật có hoa trong họ Cải. Loài này được O.E. Schulz mô tả khoa học đầu tiên năm 1932.